# Enicostema
Enicostema, biljni rod iz porodice sirištarki, smješten u podtribus Faroinae, dio tribusa Potalieae. Obuhvača 3 vrste, jedna na Madagaskaru, jedna u tropskom Starom svijetu (Azija, Afrika), i jedna u tropskoj Americi. Tipična vrsta je Enicostema littorale Blume, sinonim za E. axillare subsp. littorale (Blume) A. Raynal.
Rod je prvi puta opisan u Bijdr. Fl. Ned. Ind.: 848 (1826.)

## Vrste
1. Enicostema axillare (Lam.) A.Raynal
2. Enicostema elizabethae Veldkamp
3. Enicostema verticillatum Engl.

## Sinonimi
- Adenema G.Don
- Lepinema Raf.
- Slevogtia Rchb.
- Henicostemma Endl.